# Saint-Médard-la-Rochette
Saint-Médard-la-Rochette é uma comuna francesa na região administrativa da Nova Aquitânia, no departamento de Creuse. Estende-se por uma área de 38,92 km². Em 2010 a comuna tinha 587 habitantes (densidade: 15,1 hab./km²).